# Neothoa chiloensis
Neothoa chiloensis är en mossdjursart som först beskrevs av Moyano 1982.  Neothoa chiloensis ingår i släktet Neothoa och familjen Hippothoidae. Inga underarter finns listade i Catalogue of Life.